# Kanarengecko

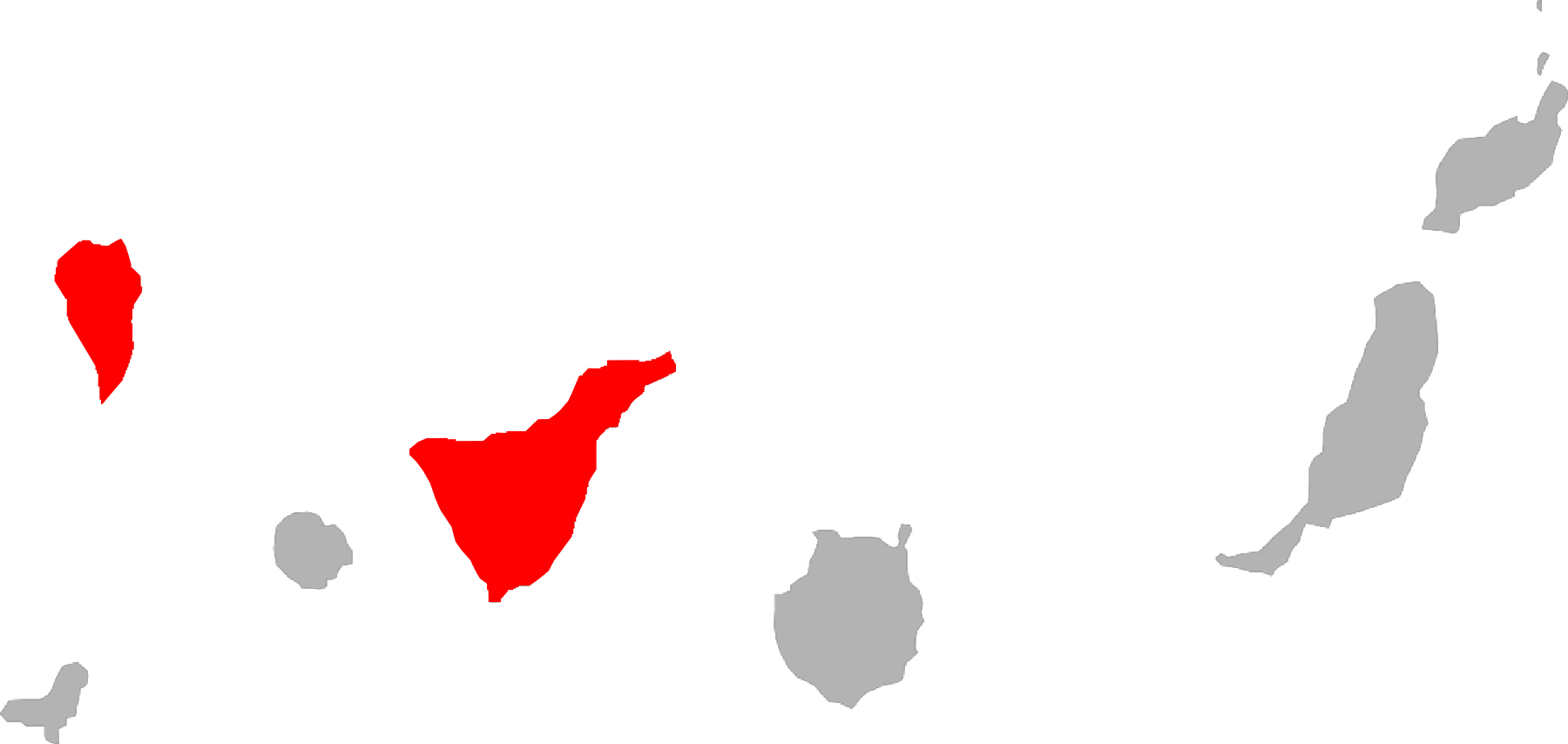
Kanarische Inseln, Verbreitungsgebiet des Kanarengeckos in rot

Der Kanarengecko (Tarentola delalandii) ist eine Gecko-Art aus der Familie Phyllodactylidae. Er ist auf zwei Inseln der Kanaren endemisch, Teneriffa und La Palma. Das Epitheton delalandii ehrt den französischen Naturforscher Pierre Antoine Delalande. 

## Merkmale
Der Kanarengecko ist der größte Gecko der westlichen Kanaren. Er erreicht eine Gesamtlänge bis 155 Millimeter. Seine Kopf-Rumpf-Länge beträgt bei Männchen bis 73 Millimeter, in Ausnahmefällen werden 80 Millimeter angegeben, und bei Weibchen bis 63,5 Millimeter. Der Kanarengecko ähnelt dem Mauergecko, jedoch sind die Tuberkelschuppen auf dem Rücken nur schwach gekielt. Das Erscheinungsbild des Kanarengeckos ist glatter und schlanker, er wirkt weniger stachelig. Die Schnauze ist viel schlanker und an den Wangen finden sich keine Tuberkelschuppen. Auf dem Schwanz sind in Querreihen angeordnete, zugespitzte und große Tuberkelschuppen vorhanden. Die Iris ist gelblich bis goldbraun. Die Grundfärbung der Oberseite ist variabel. Tagsüber ist die Grundfarbe in der Regel hell- bis dunkelgrau. Fünf rundliche, größere, helle Flecken und fünf sattelartig wirkende, verwaschene, dunklere Flecken finden sich entlang der Rückenmitte. Jungtiere sind kontrastreicher gezeichnet als Alttiere. Bei ihnen ist die hintere Schwanzhälfte auffallend hell und weißlich grau.

## Vorkommen
Die Art kommt nur auf La Palma, Tenerife und den drei kleinen, vor Tenerife liegenden Felsinseln Roque de Garachico, Roque Dentro de Anaga und Roque Fuera de Anaga vor. Der Kanarengecko ist auf diesen Inseln die einzige heimische Gecko-Art. 
Der Kanarengecko ist von Meereshöhe bis 2300 Meter NN anzutreffen, hält sich aber vorzugsweise in Bereichen zwischen 0 und 300 Meter NN auf. Er besiedelt offene sowie halboffene Lebensräume, aber auch Ortschaften und Städte.

## Lebensweise
Auf La Palma und Tenerife ist die Art in tiefgelegenen Gebieten das ganze Jahr über aktiv, dagegen wird in höhergelegenen Teilen der Inseln eine Winterruhe eingelegt. Kanarengeckos sind in erster Linie dämmerungs- und nachtaktiv, manchmal jedoch auch beim Sonnenbaden anzutreffen. Männchen geben Rufserien ab, Weibchen dagegen Einzelrufe. Das Paarungsverhalten ähnelt vermutlich dem von Mauergeckos. Die Fortpflanzungszeit reicht von April bis August. Die Weibchen legen ein oder zwei Eier im Sand, Verwitterungsgrus oder sonstiger lockerer Erde ab. Die Eier sind 11,5 bis 14 Millimeter lang und 9 bis 11 Millimeter breit. Die Nahrung besteht zum größten Teil aus Insekten, besonders aus Ameisen und Wanzen, aber auch Heuschrecken und Schmetterlingsraupen. Weiters werden Spinnen und Asseln erbeutet. Als Fressfeinde sind Waldohreule, Schleiereule und Hauskatzen bekannt.

## Belege
- Dieter Glandt: Taschenlexikon der Amphibien und Reptilien Europas. Quelle & Meyer Verlag, Wiebelsheim 2010, ISBN 978-3-494-01470-8, S. 537–538.

## Weblinks

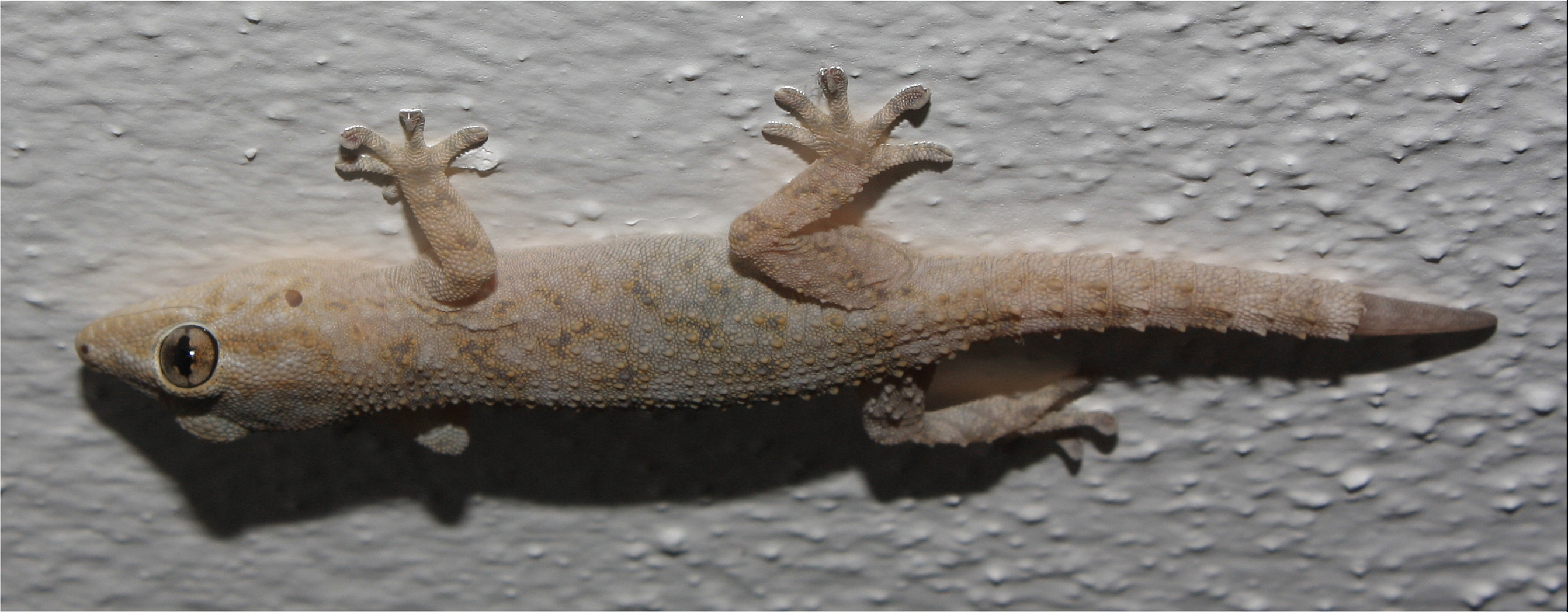
Der Kanarengecko kommt auch in menschlichen Siedlungen vor (hier an einer Zimmerdecke).